# Далхајн
Далхајн (фр. Dalhain) насеље је и општина у североисточној Француској у региону Лорена, у департману Мозел која припада префектури Шато Сален.
По подацима из 2011. године у општини је живело 120 становника, а густина насељености је износила 24,84 становника/km². Општина се простире на површини од 4,83 km². Налази се на средњој надморској висини од 240 метара (максималној 298 m, а минималној 218 m).

## Демографија
| 1962. | 1968. | 1975. | 1982. | 1990. | 1999. | 2011. |
| ----- | ----- | ----- | ----- | ----- | ----- | ----- |
| 129   | 139   | 111   | 114   | 108   | 109   | 120   |

График промене броја становника у току последњих година